# Serralada Blanca
La Serralada Blanca (en castellà Cordillera Blanca) és una serralada muntanyosa situada al nord del Perú amb una extensió de 180 km en sentit nord-sud. I que juntament amb la Serralada Negra (situada a l'oest de la Serralada Blanca) formen el callejón de Huaylas pel qual discorre el riu Santa. Ambdues serralades formen part de la gran serralada dels Andes.

## Origen

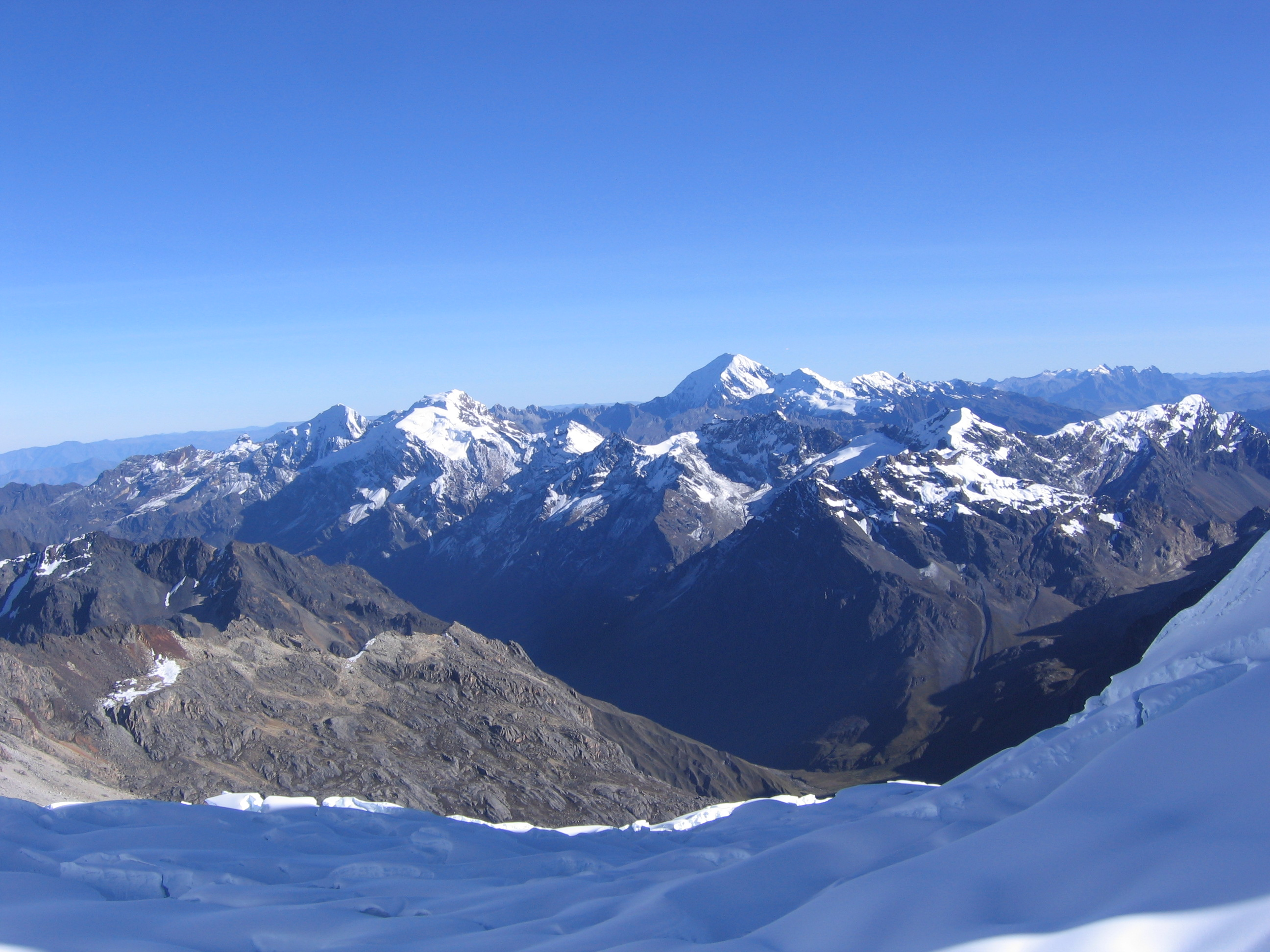
Serralada Blanca.

La Serralada Blanca és el resultat de l'aixecament de la Placa Sud-americana per acció de la Placa de Nazca que s'introdueix per sota d'ella.

## Reserva Natural

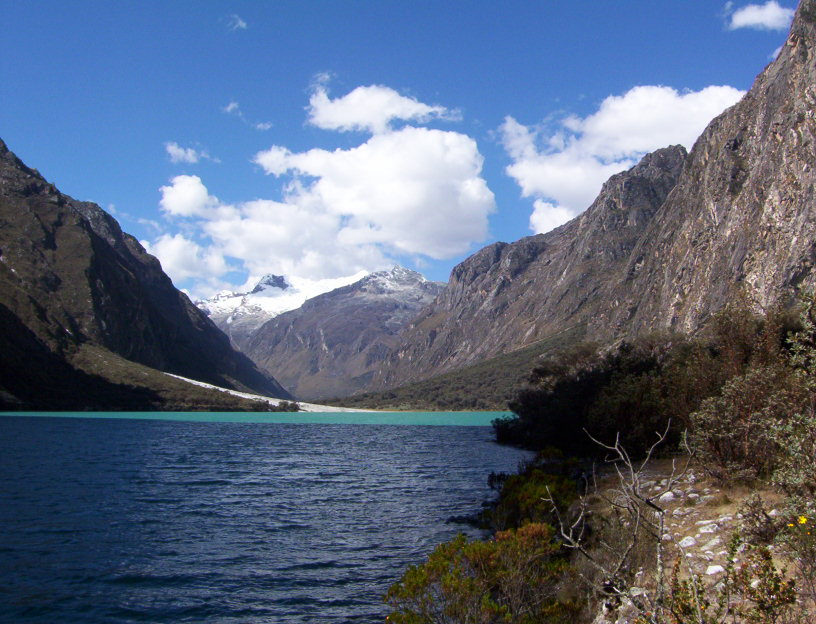
Llacunes de Llanganuco 3860 m. Un altre dels atractius del Parque Nacional Huascarán

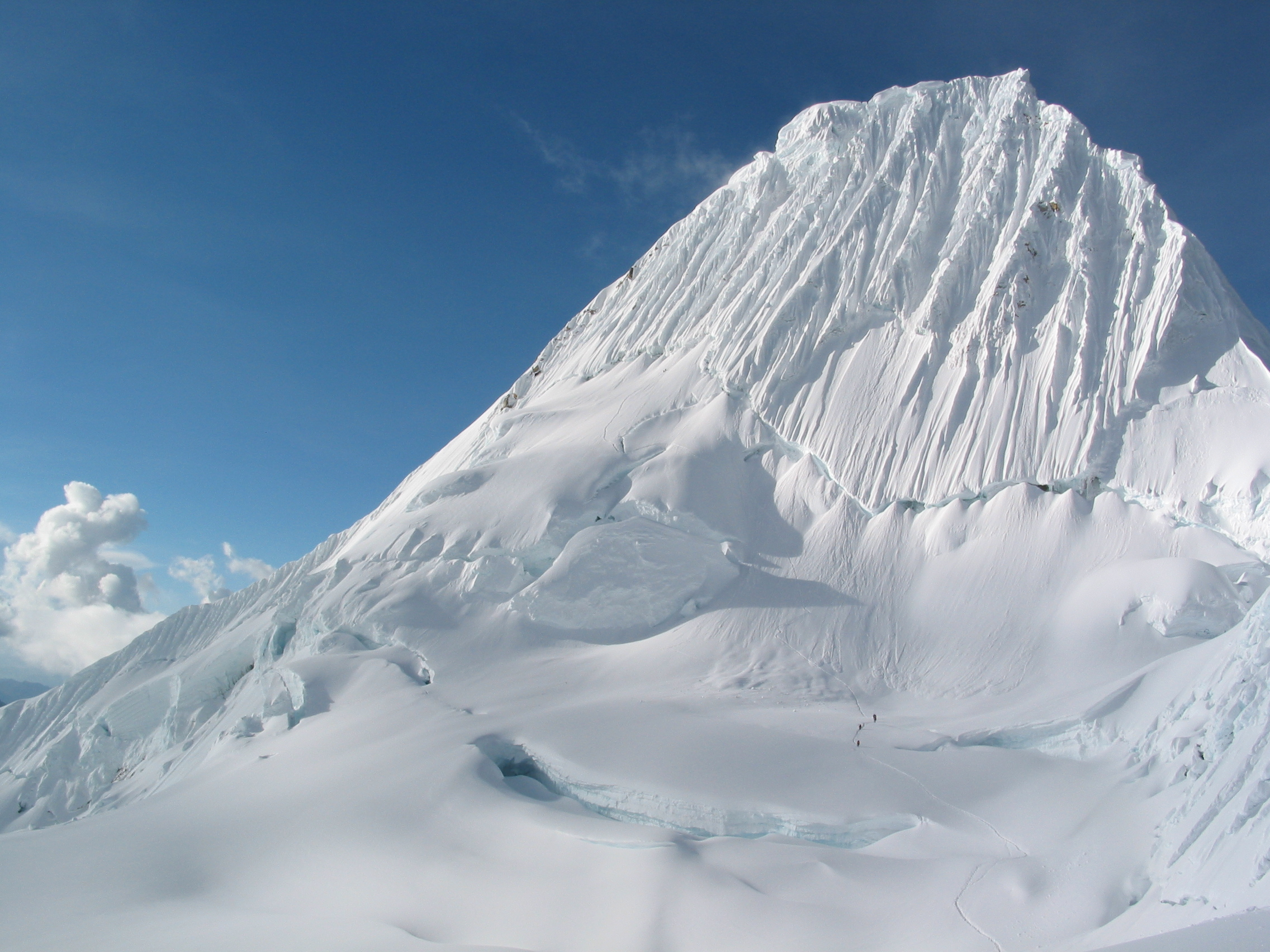
Alpamayo 5947 m. Considerat el nevado més bonic del planeta.

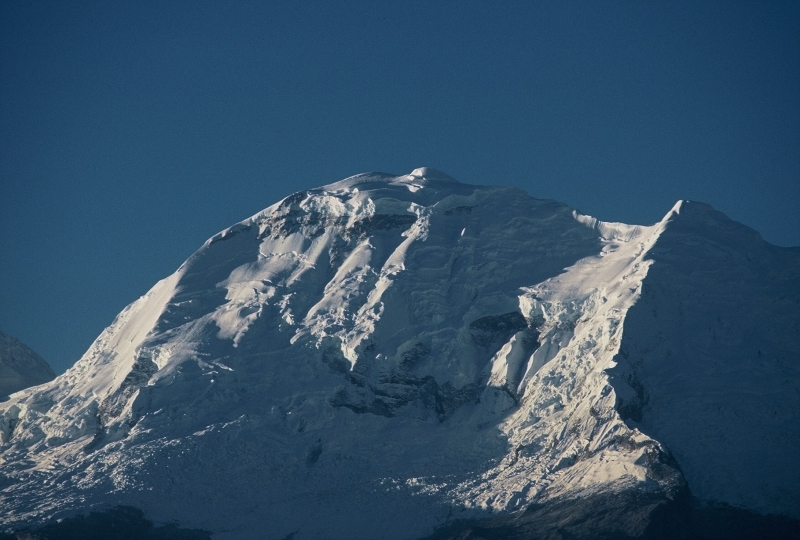
Huascarán amb 6768m. és la muntanya més alta del Perú

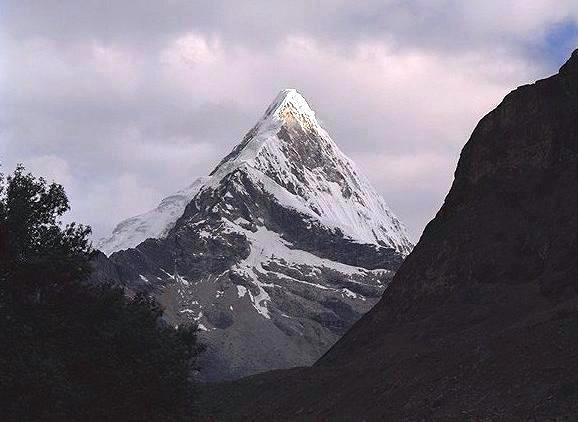
Pico Artesonraju de 6025 m. el qual recorda la imatge que utilitza la companyia "Paramount Pictures"

Pràcticament la totalitat de la serralada es troba protegida pel Parc nacional de l'Huascarán, paradís de cims nevats. En ella s'ubiquen cims com el Huandoy i el Huascarán (la muntanya més alta del Perú amb 6.768m.), a més de comptar amb 663 glaceres, 269 llacs (entre les quals destaquen les llacunes de Llanganuco), 42 rius i 33 jaciments arqueològics.

## Història
El 31 de maig de 1970 quasi la totalitat dels pobles situats als peus de la serralada foren destruïts pel terratrèmol d'Ancash; la pitjor part se l'emportà la localitat de Yungay, la qual quedà completament sepultada per una esllavissada de fang, gel i pedres.
Degut a l'escalfament global les glaceres ubicades a la serralada han experimentat un greu retrocés en les últimes dècades. El 1970 les glaceres ocupaven una extensió de 23,37 km², però el 1997 es va reduir un 15,46% Actualment les glaceres ocupen només uns 535 km².
Recentment les autoritats peruanes informaren de la desaparició de la glacera Broggi, ubicada a l'est de la localitat de Yungay i situada a la capçalera del torrent que dona lloc a la llacuna de Llanganuco. Aquesta glacera tenia una dimensió superior al Pastoruri, el "nevado" o muntanya quallada de neu més emblemàtica de la Serralada Blanca per la seva bellesa i atractiu turístic. El Pastouri també ha vist disminuïdes les seves dimensions, passant a considerar-se no ja un "nevado" sinó una coberta de gel.

## Els cims de la serralada
- Alpamayo 5.947 m.
- Artesonraju 6.025 m.
- Cayesh 5.721 m.
- Chacraraju 6.012 m.
- Chinchey 6.222 m.
- Chopicalqui 6.354 m.
- Cima Alessandria 5.900 m.
- Contrahierbas 5.954 m.
- Hualcán 6.125 m.
- Huandoy 6.395 m.

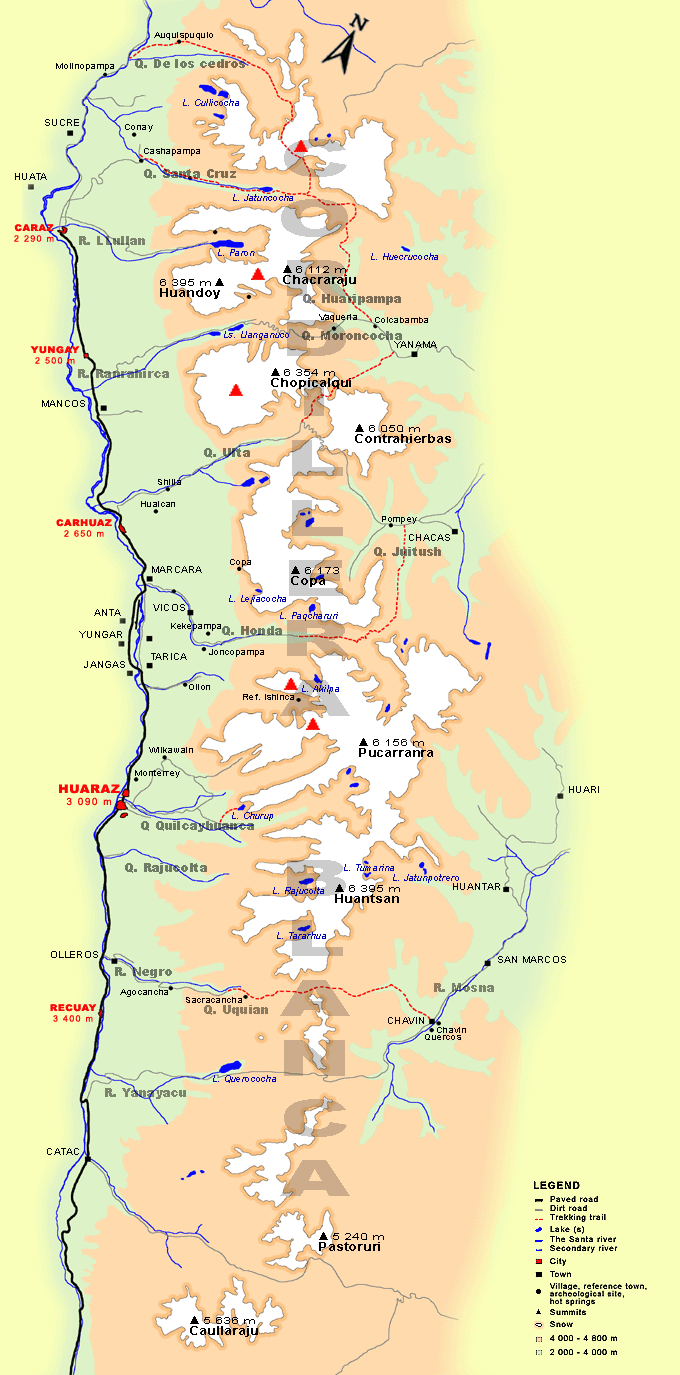
Mapa de la Serralada Blanca.

- Huascarán amb dos cims diferenciats. L'Huascarán sud amb 6.768 m. i l'Huascarán nord amb 6.665 m.
- Huantsán 6.395 m.
- La Esfinge 5.325 m.
- Nevado Caraz amb tres cims diferenciats. El Caraz I o Caraz de Parón amb 6.025 m. El Caraz II amb 6.020 m. i el Caraz II o Caraz de Santa Cruz amb 5.720 m.
- Nevado Copa 6.222 m.
- Nevado Ishinca 5.530 m.
- Nevado Pisco 5.760 m.
- Nevado Santa Cruz 6.259 m.
- Nevado Ulta 5.875 m.
- Palcaraju 6.274 m.
- Pirámide de Garcilaso 5.885 m.
- Pucajirca 6.046 m.
- Pucaranra 6.147 m.
- Quitaraju 6.040 m.
- Ranrapalca 6.162 m.
- Taulliraju 5.840 m.
- Tocllaraju 6.032 m.
- Urus 5.495 m.
- Vallunaraju 5.686 m.
- Yanapaccha 5.460 m.